# Moral of the Story
Singles par Ashe
Choirs
(2018) Bachelorette
(2019)
Singles par Niall Horan
Black and White
(2020) Our Song
(2021)
Moral of the Story est une chanson de la chanteuse américaine Ashe, présente sur son deuxième EP Moral of the Story : Chapter 1 et sur son premier album Ashlyn. La chanson gagne en popularité pour avoir été reprise dans le film de comédie romantique To All the Boys : P.S. I Still Love You. La chanson est coécrite et coproduite par Noah Conrad et Finneas O'Connell. 

## Contexte
La chanson est publiée le jour de la Saint-Valentin en 2019. La chanson est coécrite et coproduite par Finneas O'Connell, et comporte également une contribution lyrique non créditée de la chanteuse, Billie Eilish. La chanson est diffusée pour la première fois en radio le 21 février 2020. 
Une version alternative avec le chanteur irlandais Niall Horan est sortie le 17 juin 2020,.